# Alphonse Charles Kirmann

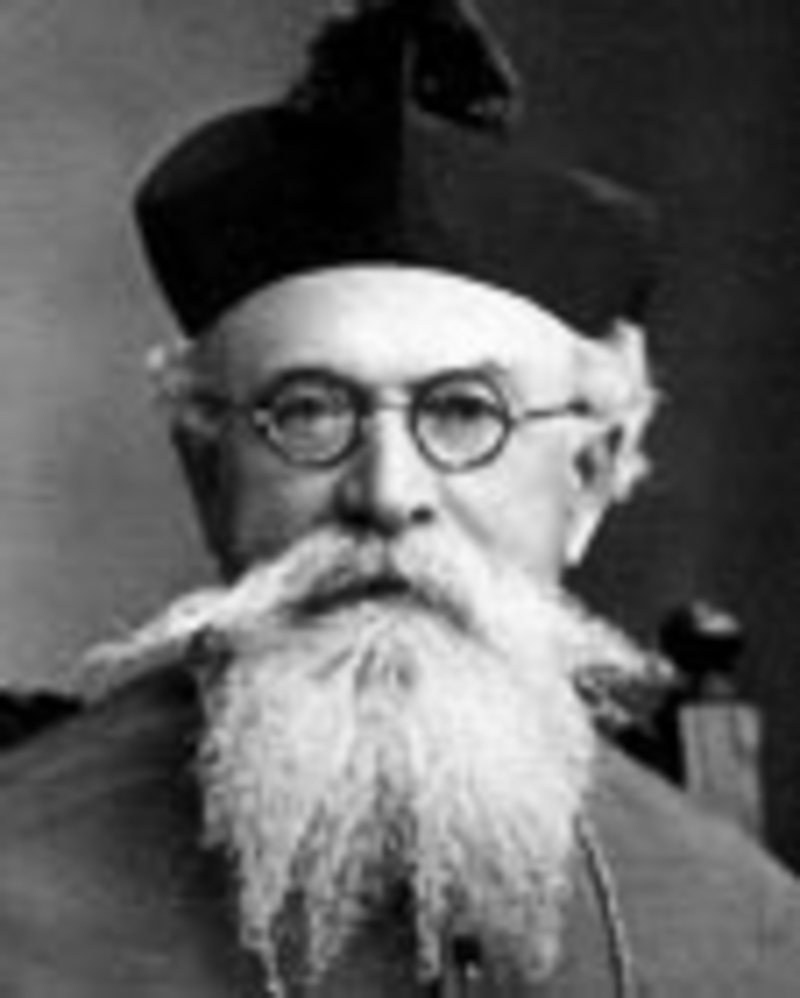
Bischof Alphonse Charles Kirmann (1940)

Alphonse Charles Kirmann SMA (* 15. August 1887 in Bischoffsheim; † 25. März 1955) war ein französischer römisch-katholischer Ordensgeistlicher und Apostolischer Vikar von Sassandra.

## Leben
Alphonse Charles Kirmann trat der Ordensgemeinschaft der Gesellschaft der Afrikamissionen bei und empfing am 10. Juli 1910 das Sakrament der Priesterweihe.
Am 9. April 1940 ernannte ihn Papst Pius XII. zum Titularbischof von Assuras und zum ersten Apostolischen Vikar von Sassandra. Der Apostolische Vikar von Abidjan, Jean-Baptiste Boivin SMA, spendete ihm am 22. September desselben Jahres die Bischofsweihe; Mitkonsekrator war der Apostolische Vikar von Kumasi, Hubert Joseph Paulissen SMA. Als Presbyter assistens wirkte der Apostolische Präfekt von Korhogo, Louis Wach SMA.
Papst Pius XII. nahm am 18. Februar 1955 das von Alphonse Charles Kirmann vorgebrachte Rücktrittsgesuch an.